# Apt (Vaucluse)
Apt é uma comuna francesa na região administrativa da Provença-Alpes-Costa Azul, no departamento de Vaucluse. Estende-se por uma área de 44,57 km². Em 2010 a comuna tinha 11 232 habitantes (densidade: 252 hab./km²).
Era chamada de Apta Júlia Vulgiêncio (em latim: Apta Iulia Vulgientium) ou apenas Apta Júlia (em latim: Apta Iulia) durante o período romano.